# Wojciech Dudzik
Wojciech Dudzik (ur. 1959) – teatrolog i kulturoznawca, prof. dr hab. nauk humanistycznych, wykładowca w Instytucie Kultury Polskiej Uniwersytetu Warszawskiego.  

## Życiorys
Zajmuje się badaniami nad teatrem i widowiskami XX i XXI wieku, w szczególności karnawałem. Jest członkiem Komitetu Nauk o Kulturze Polskiej Akademii Nauk, Polskiego Towarzystwa Kulturoznawczego, Polskiego Towarzystwa Badań Teatralnych (prezes w latach 2012–2024) i Międzynarodowego Towarzystwa im. Hermanna Hessego.  
W latach 2015-2022 kierował projektem badawczym "Maska w kulturze współczesnej Europy: obrzęd – karnawał – teatr – zabawa – sztuka”. 
W 2024 roku został odznaczony srebrnym medalem „Zasłużony Kulturze Gloria Artis”.

## Ważniejsze publikacje
- Wilama Horzycy dramat niespełnienia: (lata 1948-1959), Uniwersytet Warszawski. Katedra Kultury Polskiej, Warszawa 1990
- Wieża Hölderlina i inne miejsca, Wydawnictwo Sic!, Warszawa 2000
- Karnawały w kulturze, Wydawnictwo Sic!, Warszawa 2005
- Struktura w antystrukturze: szkice o karnawale i teatrze, Wydawnictwa Uniwersytetu Warszawskiego, Warszawa 2013
- W poszukiwaniu stylu: Teatr Narodowy 1924-1939, Teatr Narodowy, Warszawa 2015
- Paradoksy maski. Antologia, Wydawnictwo Naukowe PWN, Warszawa 2018
- Maska w kulturze współczesnej Europy. Teorie i praktyki (2020)[3]

Jest również współautorem podręczników akademickich Teatr w kulturze (1991) i Antropologia widowisk (2005, wyd. 5 – 1998) oraz podręcznika Wiedza o kulturze. Podręcznik. Liceum ogólnokształcące, liceum profilowane, technikum (2003, wyd. 7 – 2011).